# Vesele (Mejova), Mejova
Vesele (în ucraineană Веселе) este un sat în așezarea urbană Mejova din raionul Mejova, regiunea Dnipropetrovsk, Ucraina.

## Demografie
Componența lingvistică a localității Vesele
     Ucraineană (94,03%)
     Rusă (5,97%)
Conform recensământului din 2001, majoritatea populației localității Vesele era vorbitoare de ucraineană (94,03%), existând în minoritate și vorbitori de rusă (5,97%).